# 初恋通り
初恋通（はつこいどおり）は、宮城県仙台市宮城野区の仙台駅東口駅前広場（北緯38度15分35.8秒 東経140度53分2.7秒 / 北緯38.259944度 東経140.884083度）から藤村広場（北緯38度15分43.3秒 東経140度53分1.6秒 / 北緯38.262028度 東経140.883778度）まで続く歩行者専用道路。鹽竈神社および三吉神社の表参道でもある。

## 名称
道路名は、島崎藤村の代表的な詩である「初恋」に由来する。
1896年（明治29年）、藤村は東北学院の教師として仙台に赴任し、現在の鹽竈神社（名掛丁塩釜神社。北緯38度15分42.5秒 東経140度53分4秒）の地にあった三浦屋に下宿していた。この三浦屋で書かれたのが藤村の第一詩集『若菜集』であり、その詩集を代表する詩が「初恋」である。すなわち、名掛丁塩釜神社に繋がる当道は、この「初恋」という詩に因んで命名されている。
なお、「初恋」が執筆された地に建つ名掛丁塩釜神社は、交通安全・安産のほか、縁結び・初恋成就にもご利益があるとされる。

## 概要

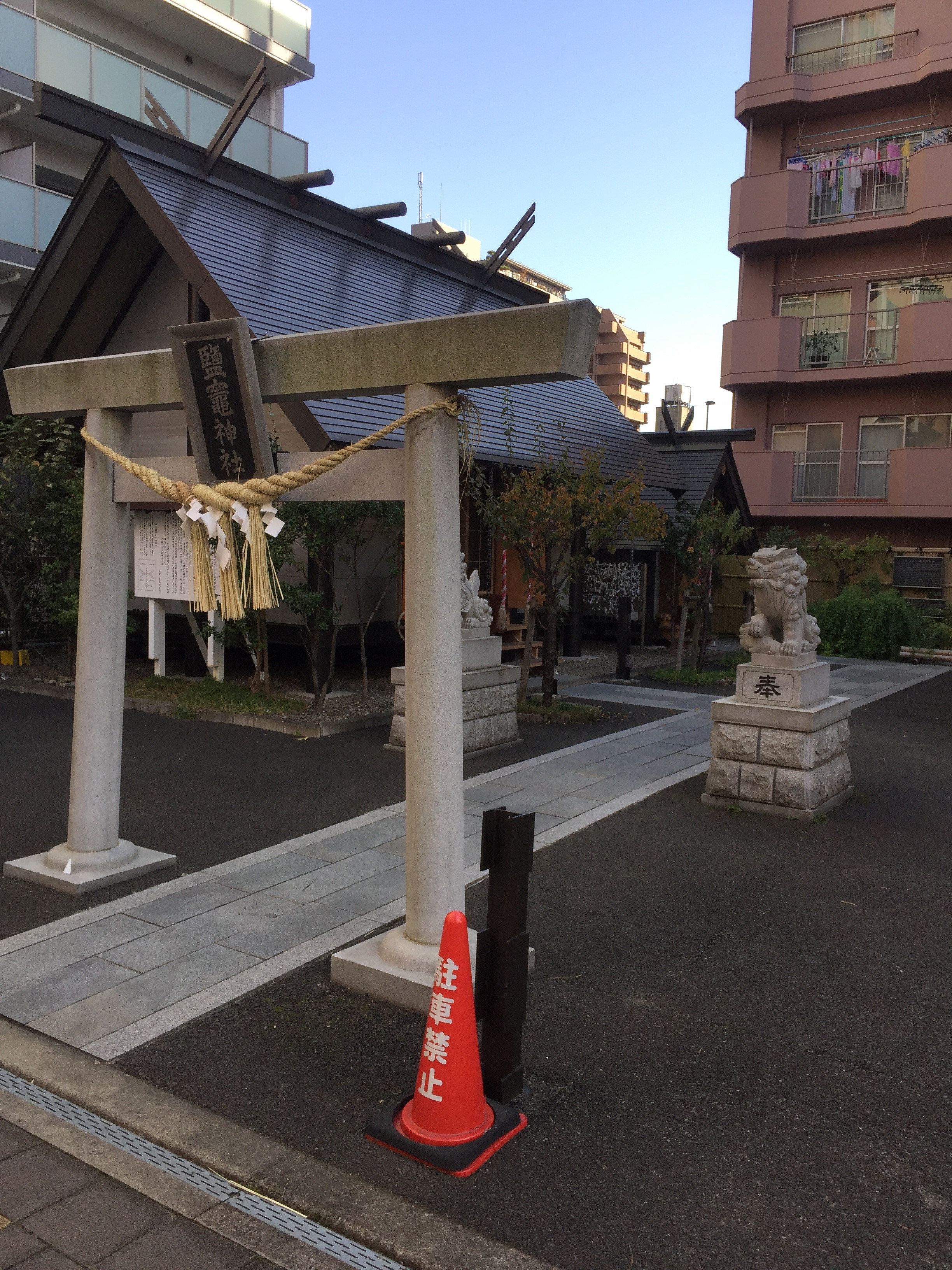
初恋通の塩竈神社

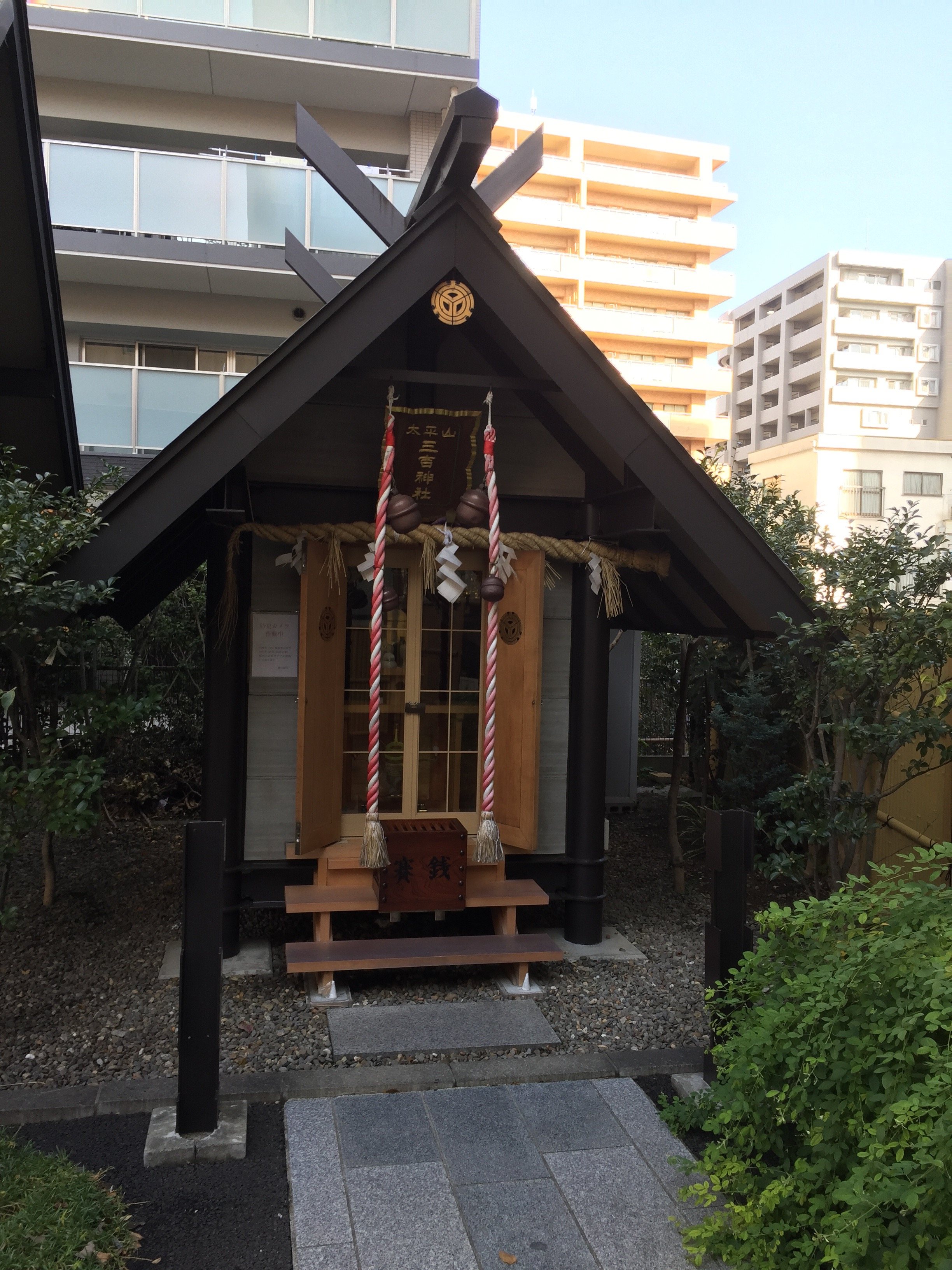
初恋通の三吉神社

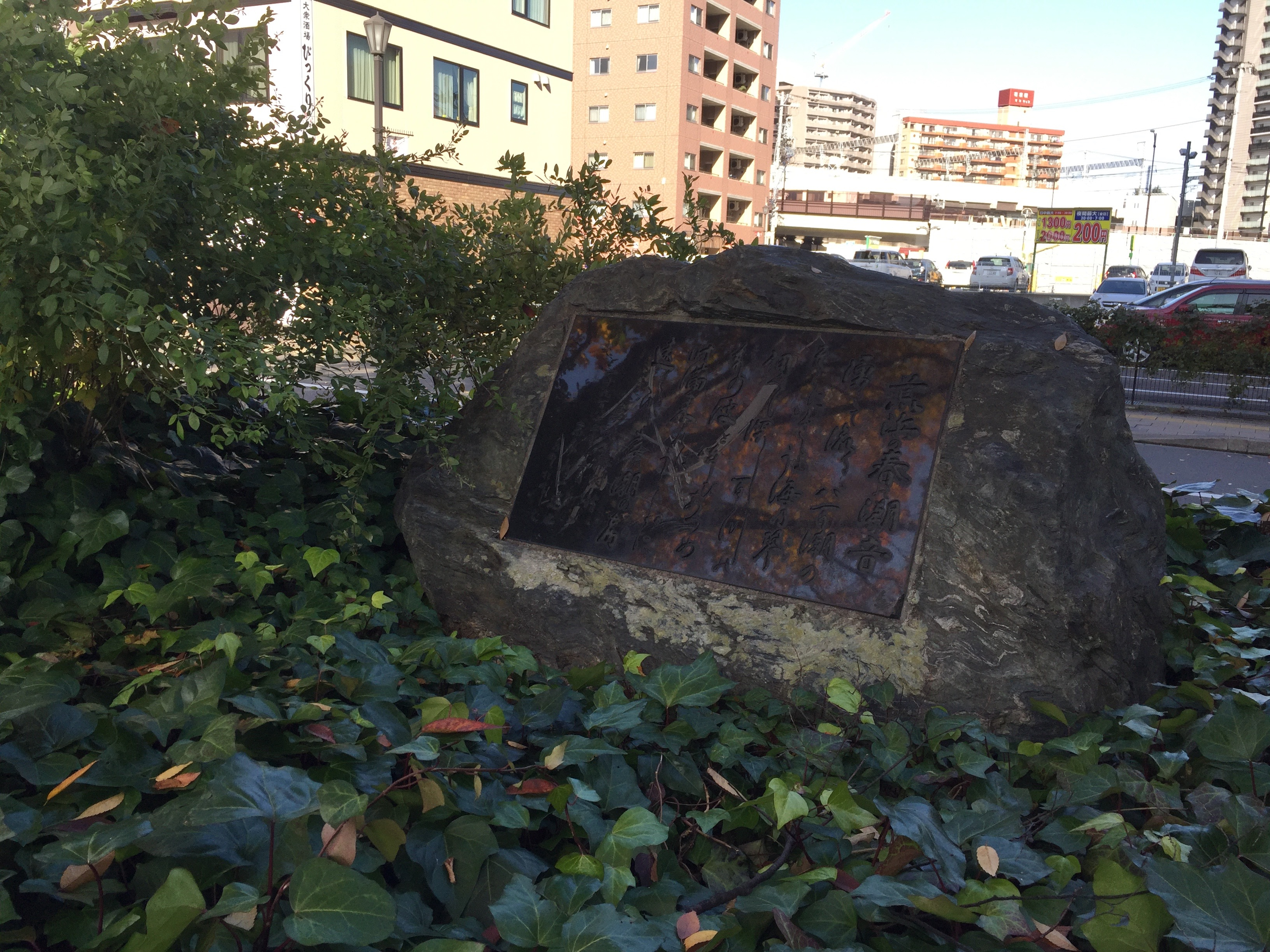
島崎藤村作『荒浜の春の潮騒』の記念碑。仙台市荒浜地区の有志によって設置されたものが東日本大震災により流され、一部損傷したがものが、藤村広場に移設された。

当道は、1988年（昭和63年）から始まった仙台駅東第二土地区画整理事業の施行地域内にあり、南を仙台駅東口駅前広場、東を東七番丁、北を名掛丁、西を東六番丁に囲まれたブロックの中をL字型に走っている。当道、藤村広場、および、藤村広場の北に続く歩行者専用道路の東名掛丁線は、三者とも都市計画道路における特殊街路に該当する。
当道の起点（北緯38度15分38.9秒 東経140度53分2.7秒 / 北緯38.260806度 東経140.884083度）は、東口駅前広場に北接するBiVi仙台駅東口および仙台駅東口交番（宮城県警・仙台東警察署管轄）の間にあり、ここから北に鹽竈神社および三吉神社の鳥居前まで行き、そこで西に折れて藤村広場に到達すると終点（北緯38度15分42.8秒 東経140度53分2.2秒 / 北緯38.261889度 東経140.883944度）となる。一般道と交差する部分を除き全線が歩行者専用道路であり、道の中央には植栽やベンチが設置され、「初恋」の詩碑も設置されている。
当道の起源については不明であるが、1998年（平成10年）11月のラオックス仙台店（現在はBiVi仙台駅東口）開店時には当道の南北区間の南部分が市道南町通線の一部として供用されており、車が通行出来る道であった。当道の南北区間の北部分、すなわち、BiViの北から鹽竈神社前までの区間も新設道路なのか不明。鹽竈神社前から藤村広場までの東西区間は、1925年（大正14年）6月5日の宮城電気鉄道（後のJR仙石線）開通から2000年（平成12年）3月11日に仙石線が宮城野通の地下の仙台トンネルに移設開通するまで、同線の軌道敷であった。なお、第二次世界大戦中には、仙石線・苦竹駅の仙台駅寄りから分岐して、東京第一陸軍造兵廠仙台製造所（戦後占領期は進駐軍のキャンプ・シンメルフェニヒ (Camp Schimmelpfennig)。現在は陸上自衛隊・仙台駐屯地）に引込み線があり、仙石線・仙台駅の苦竹寄りから短絡線が分岐して東北本線に繋がっていたが、その短絡線が通っていたのが初恋通の南北区間辺りである。
仙石線地下化後は仙台駅東第二土地区画整理事業により当道周辺の整備が進み、2002年（平成14年）2月には鹽竈神社および三吉神社が現在地に遷宮してきた。また、2004年（平成16年）には藤村広場および東口駅前広場が完成している。
現在は、沿道に飲食店ビルやマンションが建ち並んでおり、2015年開業の宮城野通駅周辺地区と並んで、仙台駅東口における新興の歓楽街的な地位になりつつある。また、2008年（平成20年）のS-PAL IIおよび仙台マークワン（仙台パルコ）開業に合わせて開通した「仙台駅北部名掛丁自由通路」により、西口側の中央通と東口駅前広場との間の最短路として歩行者動線を集約している。